# 임석
임석(林石)(1955년~)은 울산 출신의 대한민국의 향토시인이다.

## 생애
임석은 1955년 울산에서 태어나 2000년에 국제신문 신춘문예에 등단하였다. 같은 해 시조문학 신인상을 수상했고, 2009년 12월에는 시사랑 울산사랑 재무이사를 역임하기도 하였다. 또한 같은 해에 울주문화원 사무국장, 한국문인협회 울산지회 국장을 역임하였다. 
그의 주요 작품으로는 <돌에 생긴 원시>, <개운포 사설> 등이 있다.

## 주요 작품
- <돌에 생긴 원시>
- <개운포 사설>

## 표절 시비
2007년 3월초에 발행한 잡지《울주문화》에 쓴 '울주 청소년 마당극(굿)의 의미'라는 글이 2002년 채희완 부산대 교수가 쓴 책 《여가와 삶》의 일부 내용을 대부분 옮겨 적어 표절 논란이 일었다.